# Бураново (Калманський район)
Бура́ново (рос. Бураново) — село у складі Калманського району Алтайського краю, Росія. Адміністративний центр та єдиний населений пункт Бурановської сільської ради.

## Населення
Населення — 1064 особи (2010; 1010 у 2002).
Національний склад (станом на 2002 рік):
- росіяни — 96 %